# ソウル城北警察署
ソウル城北警察署（ソウルソンブクけいさつしょ）は、ソウル地方警察庁所管の警察署である。

## 管轄区域
- 城北区のうち、城北1洞・2洞、東小門洞、三仙1洞・2洞、東仙1洞・2洞、敦岩1洞・2洞、安岩洞、普門洞、貞陵1洞～4洞、吉音1洞・2洞

## 沿革
- 1945年10月21日 - 国立警察設置とともに開所
- 1969年2月12日 - 北部警察署の開設に伴い当警察署が管轄している10派出所を北部警察署の管轄へ。
- 1979年10月15日 - 鍾岩警察署開設に伴い、管轄を城北区の一部に変更。
- 1984年9月20日 - 行政区域改変に伴い、2派出所を清涼里警察署に移管。
- 2001年12月27日 - 城北警察署をソウル城北警察署に名称変更

## 管轄地区隊
- 敦岩地区隊
- 安岩地区隊
- 吉音地区隊

## 管轄派出所
- 貞陵派出所
- 貞陵2派出所
- 城北派出所